# Зрковци
Зрковци (словен. Zrkovci) су насељено место у општини Марибор, Подравска регија, Словенија.

## Историја
До територијалне реорганизације у Словенији били су у саставу старе општине Марибор.

## Становништво
У попису становништва из 2011. године, Зрковци су имали 629 становника.
| Број становника према пописима | Број становника према пописима | Број становника према пописима |
| ------------------------------ | ------------------------------ | ------------------------------ |
| 1991                           | 2002                           | 2011                           |
| 581                            | 605                            | 629                            |